# Isoetes boryana
Isoetes boryana là một loài dương xỉ trong họ Isoetaceae. Loài này được Durieu mô tả khoa học đầu tiên năm 1861.
Danh pháp khoa học của loài này chưa được làm sáng tỏ. 